# Hoplobatrachus crassus
Hoplobatrachus crassus es una especie de anfibio anuro de la familia Dicroglossidae. Se distribuye por la India, Nepal, Bangladés, Sri Lanka y posiblemente Bután y Birmania.